# Emanuel Kovář
Emanuel Kovář (12. ledna 1861 Vlašim — 14. července 1898 Praha) byl český lingvista a etnograf, docent na pražské filosofické fakultě. Jazyk zkoumal v širokých kulturních souvislostech; zabýval se také antropologií, sociologií a literaturou. Jako jednatel národopisné výstavy 1895 se stal jedním z nejpopulárnějších českých vědců. Byl tajemníkem Národopisné společnosti českoslovanské a měl významný podíl na prvním svazku Národopisného sborníku. Přispíval do Ottova slovníku naučného. Jeho vrcholným dílem je studie O původu lidské mluvy.

## Život
Narodil se 12. ledna 1861 ve Vlašimi. Absolvoval nižší gymnázium v Benešově a vyšší ve Spálené ulici v Praze. V letech 1879-82 studoval srovnávací jazykovědu a moderní filologii na filosofické fakultě; vedle toho navštěvoval i přednášky na medicíně, zejména v oboru psychiatrie (poruchy řeči) a anatomie hlasového ústrojí. Roku 1883 získal titul doktora filosofie, v roce 1885 byl jmenován docentem pro všeobecný jazykozpyt. V letech 1889-90 absolvoval stáž na univerzitách v Lipsku a Berlíně.
Byl mnohostranným odborníkem. Vědu pokládal za filosofický soubor, který je nutno studovat vcelku. Ačkoliv byl především lingvistou, rozšířil své zkoumání na etnografii, antropologii, prehistorii, sociologii a estetiku, s cílem obsáhnout vzájemné vztahy mezi těmito obory.
Získal si velké zásluhy o Národopisnou výstavu českoslovanskou v Praze 1895. Do její přípravy se zprvu zapojil jen z vědeckého zájmu; brzy ale vynikl jako energický a vytrvalý agitátor a organizátor. 7. října 1891 byl jmenován jednatelem výstavy. Na její podporu pořádal přednášky a shromažďoval materiály. Svou neúnavnou pílí se stal nejznámější osobností výstavy a jedním z nejpopulárnějších českých vědců té doby.
Po skončení výstavy se zapojil do činnosti Národopisné společnosti českoslovanské, kde se stal tajemníkem. Připravil zde k vydání první svazek Národopisného sborníku.
Roku 1897 vážně onemocněl (nádor na štítné žláze). V posledním roce života ještě dokončil své vrcholné dílo — studii O původu lidské mluvy. Na jejím základě byl navržen na mimořádného profesora, jmenování se ale nedožil. Zemřel v Praze 14. července 1898, pohřben byl na Vyšehradském hřbitově.

### Rodinný život
Byl ženat s Marii, rozenou Strakovou (1867–??). Manželství bylo bezdětné.

## Dílo
Knižně vyšly:
- O škole mladogrammatické (1885)
- Indické pohádky sbírky Moudré naučení (Hitópadésas) (1887)
- Česká mluvnice pro školy střední a ústavy učitelské (1889)
- Nákres mluvnice starobulharské (1889)

V časopisech byly publikovány např.:
- Výklady o rodokmenu jazykův indoevropských (Filologické listy 1884)
- Podoby některých básní Kollárových s Petrarkou a Dantem (tamtéž)
- O poměru grammatiky, logiky a psychologie (Athenaeum 1885)
- O určitých a neurčitých přídavných jménech (Filologické listy 1886)
- O pravlasti indoevropských národů (Osvěta 1886)
- O stupňování (Filologické listy 1887)
- O fonetice (Filologické listy 1888)
- Přehled dějin jazykozpytu (Paedagogium 1891)
- Nástin dějin ethnologie (Athenaeum 1891)
- O původě lidské mluvy (1898)

Přispíval do Ottova slovníku naučného. Je např. autorem či spoluautorem článků Jazykozpyt, Baskové, Evropa, Afrika a Amerika.